# Gemarkung Mainecker Forst (West)
Der Mainecker Forst (West) ist ein Waldgebiet und eine Gemarkung im Landkreis Lichtenfels (Oberfranken, Bayern) auf dem Gemeindegebiet von Altenkunstadt und Weismain. Ursprünglich lag die Gemarkung im gemeindefreien Gebiet Mainecker Forst, das am 31. Dezember 1999 aufgelöst wurde.
Die Gemarkung hat eine Fläche von 13,088 km². Sie ist in 51 Flurstücke aufgeteilt, die eine durchschnittliche Flurstücksfläche von 256.625,68 m² haben. Benachbarte Gemarkungen sind Weismain im Westen, Altenkunstadt, Buchau und Maineck im Norden, Mainecker Forst (Ost), Dörfles und Buchau im Osten und Neudorf im Süden. Die Gemarkung Geutenreuth ist fast vollständig von Mainecker Forst (West) umgeben.